# Ciulnița
Ciulnița es una comuna ubicada en el distrito de Ialomița, Rumania.

## Superficie
Cuenta con una superficie de 65,67 kilómetros cuadrados.

## Demografía
Hasta 2021 la población era de 2338 habitantes, con una densidad de población de 35,60 habitantes por kilómetro cuadrado.